# Nilobezzia atoporna
Nilobezzia atoporna är en tvåvingeart som beskrevs av Yu och Zhang 1997. Nilobezzia atoporna ingår i släktet Nilobezzia och familjen svidknott. Inga underarter finns listade i Catalogue of Life.